# Globodera
Globodera – rodzaj nicieni z rodziny mątwikowatych (Heteroderidae) obejmujący gatunki uznawane za groźne szkodniki tworzące cysty na ziemniaku, m.in.:
- Globodera pallida – mątwik agresywny
- Globodera rostochiensis – mątwik ziemniaczany

Gatunki występujące w Polsce są uznawane za organizmy kwarantannowe i podlegają obowiązkowi zwalczania.